# Guia Zapponi
Guia Zapponi (Milano, 21 ottobre 1977) è un'attrice italiana.

## Filmografia

### Cinema
- Una talpa al bioparco, regia di Fulvio Ottaviano (2004)
- Keawe, regia di Valerio Binasco (2004)
- Non aver paura, regia di Angelo Longoni (2005)
- Il figlio più piccolo, regia di Pupi Avati (2010)
- Una sconfinata giovinezza, regia di Pupi Avati (2010)
- La tessera del mosaico, regia di Ildo Brizi (2013)
- Danza macabra, regia di Ildo Brizi (2014)
- Un ragazzo d'oro, regia di Pupi Avati (2014)
- Sotto una buona stella, regia di Carlo Verdone (2014)
- Sharkskin, regia di Dan Perri (2015)
- Zeroville, regia di James Franco (2014)
- Un viaggio lungo cent'anni, regia di Pupi Avati (2015)
- Nothing Like the Sun, regia di Nguyen Nuguyen (2016)
- Nine-eleven, regia di Martin Guigui (2016)
- Alice non lo sa, regia di Diego Amodio (2016)

### Televisione
- Gente di mare, regia di Vittorio De Sisti e Alfredo Peyretti (2005)
- Codice rosso, regia di Riccardo Mosca (2006)
- La squadra, regia di Gianni Leacche (2007)
- Un matrimonio, regia di Pupi Avati (2012)
- Le due leggi, regia di Luciano Manuzzi (2013)
- Don Matteo 10, regia di Jan Michelini, (2015)

## Programmi tv
- Cortesie per gli ospiti, Real Time (2018)